# نظرية مركزية الشمس

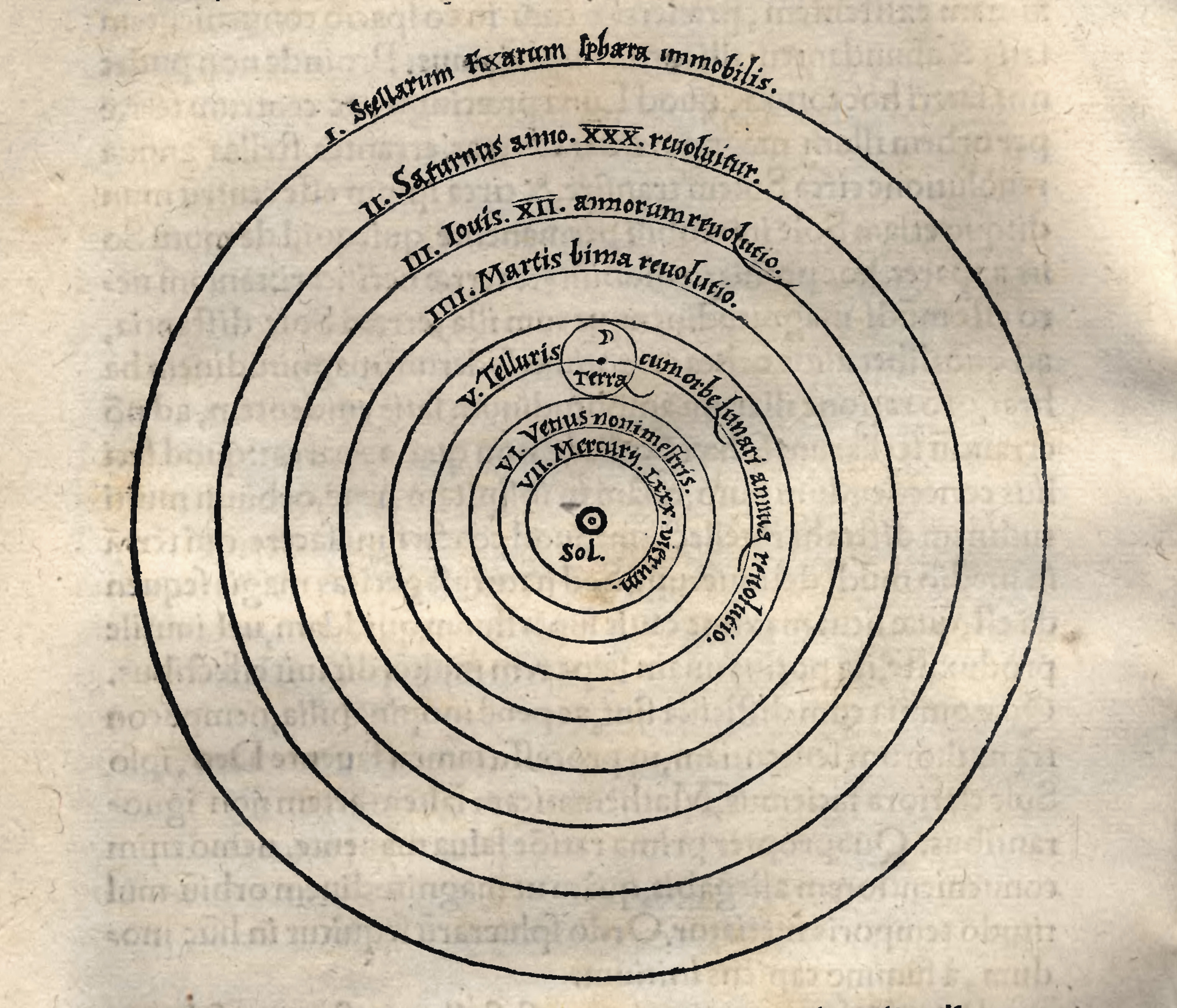
نموذج مركزية الشمس كما جاء به نيكولاس كوبرنيكوس' في الكتاب في دورات الكواكب السماوية (باللاتينية De revolutionibus orbium coelestium)

نظرية مركزية الشمس (بالإنجليزية: Copernican heliocentrism)‏ هي نموذج طوره نيكولاس كوبرنيكوس فنشره عام 1543، في كتابٍ له عنوانه حول دوران الكواكب السماوية.

## نظرية مركزية الشمس قبل كوبيرنيكوس

### العصور الوسطى

#### علماء الفلك المسلمون
انظر إلى علم الفلك في عصر الحضارة الإسلامية وإلى أبي سعيد السجزي وإلى الأسطرلاب وإلى أبي إسحق البطروجي وإلى مؤيد الدين العرضي وإلى نصير الدين الطوسي وإلى ابن الشاطر.